# فجیره
فجیره (به عربی: الفجیرة) مرکز امارت فجیره در امارات متحده عربی است که در فجیره واقع شده‌است. فجیره ۹۷٬۲۲۶ نفر جمعیت دارد.

## خواهرخوانده
شهر ابیدو خواهرخواندهٔ فجیره (شهر) هست.